# Stopplaats 't Visschertje
Stopplaats 't Visschertje (telegrafische code: Vis) is een voormalig stopplaats aan de Spoorlijn Elst - Dordrecht, destijds geëxploiteerd de Maatschappij tot Exploitatie van Staatsspoorwegen en aangelegd door de Staat der Nederlanden. De stopplaats lag tussen station Dordrecht en station Sliedrecht, bij de gelijknamige buurtschap. Stopplaats 't Visschertje werd geopend op 16 juli 1885 en gesloten op 15 mei 1926. Bij de stopplaats was een wachtpost aanwezig.  Het in 1990 geopende station Dordrecht Stadspolders ligt in de nabijheid waar vroeger Stopplaats 't Visschertje heeft gestaan.
0: Elst ·
1: Vork ·
6: Valburg ·
11: Zetten-Andelst ·
15: Hemmen-Dodewaard ·
17: Opheusden ·
21: Kesteren ·
25: Schaapsteeg ·
27: Echteld ·
33: Tiel ·
35: Tiel Passewaaij ·
37: Wadenoijen ·
41: Utrechtsche Straatweg ·
45: Geldermalsen ·
51: Beesd ·
55: Rhenoy ·
58: Leerdam ·
66: Arkel ·
Gorinchem Noord ·
71: Gorinchem ·
73: Schelluinen ·
75: Giessen-Nieuwkerk ·
77: Boven Hardinxveld ·
78: Hardinxveld-Giessendam (1885) ·
79: Hardinxveld-Giessendam (1957) ·
80: Gasfabriek ·
Hardinxveld Blauwe Zoom ·
84: Sliedrecht ·
87: Sliedrecht Baanhoek ·
90: 't Visschertje ·
91: Dordrecht Stadspolders ·
94: Dordrecht